# Leonard Mann
Leonard Mann (eigentlich  Leonardo Manzella, * 1. März 1947 in Albion, New York) ist ein italienisch-US-amerikanischer Schauspieler.

## Leben
Mann wurde in Rom von Produzent Manolo Bolognini entdeckt, der den gutaussehenden, braunhaarigen, sympathischen Darsteller in Rollen als jugendlicher Liebhaber oder Student mit Existenzproblemen neben Actionrollen als neuen Franco Nero aufzubauen versuchte, so in seinem Debüt Seine Kugeln pfeifen das Todeslied. In seiner Karriere spielte Mann in rund fünfunddreißig Filmen und Fernsehinszenierungen. Dabei bevorzugte er Thriller und Western italienischer Produktion, konnte aber vor allem in den 1980er Jahren auch einige Hollywood-Rollen verkörpern.

## Filmografie (Auswahl)
- 1969: Seine Kugeln pfeifen das Todeslied (Il pistolero dell'Ave Maria)
- 1970: Django – Die Nacht der langen Messer (Ciakmull)
- 1971: Drei Amen für den Satan (La vendetta è un piatto che si serve freddo)
- 1974: Bittere Liebe (Amore amaro)
- 1975: Die linke Hand des Gesetzes (La polizia interviene: ordine di uccidere!)
- 1976: Die Killermeute (Napoli spara!)
- 1977: Frau und Geliebte (Mogliamante)
- 1978: Mord in Perfektion (Indagine su un delitto perfetto)
- 1979: Kampf um die 5. Galaxis (L’umanoide)
- 1979: Drei Engel für Charlie (Charlie’s Angels, Fernsehserie, Episode 4x09 Ein Prinz für einen Engel)
- 1983: Copkiller
- 1985: Cut and Run (Inferno in diretta)
- 1986: Es wird ein Morgen geben (Tomorrow) (Fernsehfilm)
- 1987: Blumen der Nacht (Flowers in the Attic)